# Ó

Ó, 소문자로 ó는 알파벳 o에 양음 부호를 올린 글자로, 에밀리아로마냐어, 페로어, 헝가리어, 아이슬란드어, 카슈브어, 폴란드어, 체코어, 슬로바키아어, 소르브어에서 사용되는 글자이다. 또 아프리칸스어, 카탈루냐어, 아일랜드어, 오크어, 포르투갈어, 스페인어, 이탈리아어, 갈리시아어에서도 글자 'o'의 변형 글자로 가끔씩 쓰이는 편이다. 영어에서는 외래어 단어에 한하여 사용되며, 중국어에서는 병음 표기에서 사용된다.

## 언어별 쓰임새
- 영어: 'periódico', 'peón', 'piñón', 'bodegón' 따위의 스페인어 외래어를 쓸 때 표기하기도 한다.
- 중국어: 병음의 운모인 /o/ 발음의 양평성 (阳平聲, 상승조)를 표기할 때 쓰인다.
- 체코어와 슬로바키아어: 체코어 알파벳의 스물네번째 글자이자 슬로바키아어 알파벳의 스물여덟번째 글자이다. 발음은 /oː/.
- 에밀리아로마냐어: 에밀리아 방언에서는 /o/발음을 표기할 때 쓰이며 (예: sótt /sotː/ →마른), 로마냐 방언에서는 /oː/ 발음을 표기할 때 쓰인다. (예:alóra /aˈloːra/ →그렇다면)
- 페로어: 페로어 알파벳의 열여덟번째 글자이다. 발음은 /œ/에서 /ɔuː/.
- 아이슬란드어: 아이슬란드어 문자의 열아홉번째 글자이다. 발음은 /oṷ/.
- 아일랜드어: 아일랜드어에서 널리 쓰이는 글자로 다양한 의미를 지니고 있다.
  - 전치사 '~에서', '~부터'라는 의미의 'ó'
  - 부칭용사 '손자 및 (남자)후손', '사촌이나 육촌'이라는 의미의 'Ó'. 다른 단어로는 Ua, Uí, Í Uaí가 있다.[1] 아일랜드 인명을 영어로 바꿀 때 'Ó'는 기호를 빼거나 O'로 옮겨 쓴다. '오브라이언', '오도넬' 등 영어권 인명에서도 자주 보이는 표기이다.
  - 감탄사 '오!'를 뜻하는 'ó'.
- 이탈리아어: 임의로 붙이는 기호로, 특히 사전에서 많이 사용한다. 가끔씩 강세 o가 들어가는 단어들 중에서, 'córso' ([ˈkorso], →코스)와 'còrso' ([ˈkɔrso], →코르시카의)의 경우처럼 발음이 유사할 때 이를 확실히 구분하기 위해 표기하는 경우가 있다 (다만 둘 다 등장하는 문맥이 명확할 경우에는 악센트 기호 없이 o로만 쓴다). 비슷한 사례로 'é'와 'è'가 있으며 그 예는 'pésca' (→낚시)와 ', 'pèsca' (→복숭아)를 들 수가 있다.
- 카슈브어: 카슈브어 알파벳의 스물세번째 글자로 발음은 /o/. 남부지방 방언에 따라 /u/로 소리나기도 한다.
- 헝가리어: 헝가리어 알파벳의 스물다섯번째 글자로 발음은 /oː/.
- 폴란드어: 'Ó'로 표기하며 폴란드어 알파벳의 스물한번째 글자이다. 발음은 /u/.
- 포르투갈어: "pó" (먼지)와 "óculos" (안경)의 경우처럼 단어 내에서 강세음절이 불확실한 위치에 자리한 경우, 강세된 /ɔ/ 발음을 표기할 때 쓴다. 강세발음의 위치가 확실하면 악센트 기호를 붙이지 않는다. 'Ó' /ɔ/는 'ô' /o/와 대조를 보인다.
- 스코틀랜드 게일어: 한때 스코틀랜드어에서도 널리 쓰였으나 지금은 'ò'가 대체하여 자주 쓰인다. 일부 글에선 아직 찾아볼 수 있긴 하나 표준 글자 체계로는 더 이상 쓰이지 않는다.
- 스페인어: 예외 강세음을 가진 'o'를 표기할 때 사용된다.
- 소르브어: 고지소르브어에서는 /uʊ/ 발음을, 저지소르브어에서는 /ɛ/에서 /ɨ/ 발음을 표기할 때 사용된다.
- 베트남어: 베트남어 알파벳에서 글자 'o'의 상승조 (제3음)을 나타낸다.

## 유니코드
| 미리 보기                       | Ó                                 | Ó                                 | ó                               | ó                               |
| ------------------------------- | --------------------------------- | --------------------------------- | ------------------------------- | ------------------------------- |
| 유니코드 이름                   | LATIN CAPITAL LETTER O WITH ACUTE | LATIN CAPITAL LETTER O WITH ACUTE | LATIN SMALL LETTER O WITH ACUTE | LATIN SMALL LETTER O WITH ACUTE |
| 인코딩                          | 10진                              | 16진                              | 10진                            | 16진                            |
| 유니코드                        | 211                               | U+00D3                            | 243                             | U+00F3                          |
| UTF-8                           | 195 147                           | C3 93                             | 195 179                         | C3 B3                           |
| 수치 문자 참조                  | &#211;                            | &#xD3;                            | &#243;                          | &#xF3;                          |
| 명명 문자 참조                  | &Oacute;                          | &Oacute;                          | &oacute;                        | &oacute;                        |
| EBCDIC family                   | 238                               | EE                                | 206                             | CE                              |
| ISO 8859-1/2/3/9/10/13/14/15/16 | 211                               | D3                                | 243                             | F3                              |

## 같이 보기
- 양음 부호